# Pisanec
Pisanec (bułg. Писанец) – wieś w północnej Bułgarii, w obwodzie Ruse, w gminie Wetowo. Nad Białym Łomem.
We wsi mieści się zabytkowy park Rusenski Łom oraz zabytkowy most.
1 maja odbywa się we wsi święty sobór.